# Dear Diary, My Teen Angst Has a Body Count
Dear Diary, My Teen Angst Has a Body Count är From First to Lasts första fullängdsskiva, utgiven 29 juni 2004. Titeln är ett filmcitat från Häxor, läxor och dödliga lektioner. Låtarna "Ride the Wings of Pestilence" och "Note to Self" släppte som singlar.

## Spellista
1. Soliloquy - 0.27
2. The One Armed Boxer vs. The Flying Guillotine - 3.17
3. Note to Self - 3.35
4. I Liked You Better Before You Were Naked On The Internet - 1.54
5. Featuring Some of Your Favorite Words - 4.01
6. Emily - 2.39
7. Secrets Don't Make Friends - 4.05
8. Populace in Two - 3.59
9. Kiss Me, I'm Contagious - 3.22
10. Minuet (instrumental) - 1.03
11. Ride the Wings of Pestilence - 4.27
12. Hidden Track (Dead Baby Kickball) - 5.16